# Microsoft SM
Microsoft S&M，又稱Microsoft S+M，名稱來自於快速（Speed）與機動性（Mobility），一個實驗性的網路傳輸協定，由微軟公司提出，用來傳輸網頁內容。其技術內容基於Google公司提出的SPDY，希望能用來改進HTTP協定，減少網頁載入時的延遲時間以及改善網頁的安全性。它利用資料壓縮、多路复用以及設定優先順序的方式，進一步改善了SPDY的效能。

## 外部連結
- Speed and Mobility: An Approach for HTTP 2.0 to Make Mobile Apps and the Web Faster （页面存档备份，存于） （英文）